# Ligne de Barbentane à Orgon
La ligne de Barbentane à Orgon, également appelée ligne des primeurs ou des messageries,, était une ligne ferroviaire française à écartement standard et à voie unique non électrifiée située dans le nord du département des Bouches-du-Rhône. Elle desservait les gares de Barbentane-Rognonas, Châteaurenard, Noves, Cabannes, Saint-Andiol, Plan-d'Orgon et Orgon.
Elle est aujourd'hui intégralement réhabilitée en voie verte, sous la dénomination de Val de Durance.

## Chronologie
- Déclaration d'utilité publique : loi du 30 août 1884[5]
- Mise en service : 17 décembre 1887[2],[3]
- Fermeture au trafic voyageurs : 10 avril 1937, puis rétabli de 1941 à 1946[1],[2]

## Historique

### Concessionnaires et construction
La Société de construction des Batignolles finance la construction de la ligne, ce qui explique pourquoi, à l'origine, la gare de Barbentane se dénomme la gare des Batignolles. En 1884, elle crée une filiale, la Compagnie des chemins de fer régionaux des Bouches-du-Rhône, chargée de la construction et de l'exploitation d'un réseau de chemin de fer d'intérêt local dans le département des Bouches-du-Rhône,.
Les actifs de cette filiale sont repris en 1906 par la Compagnie des chemins de fer départementaux des Bouches du Rhône, elle-même absorbée en 1913 par la Régie départementale des transports des Bouches-du-Rhône, dite RDT 13, qui continue d'exploiter la ligne jusqu'à sa fermeture en 1950.
Les travaux débutent en novembre 1886 et s'achèvent en janvier 1888. Une voie provisoire est posée jusqu’à la Durance d’où l’on extrait le gravier nécessaire aux remblais.

### Exploitation commerciale
La ligne est ouverte aux trafics voyageur et fret le 17 décembre 1887, en même temps que la ligne de Tarascon à Orgon, avec qui elle partage un tronçon commun. L'objectif de ces deux lignes réunies est de desservir les riches plaines agricoles situées entre le Rhône à l'ouest, la Durance au nord et à l'est, et le massif des Alpilles au sud. Elles favorisent ainsi l'exportation de marchandises sur le réseau PLM : la vallée du Rhône est accessible depuis Barbentane, Marseille et la Côte d’Azur depuis Orgon.
L'apogée de la ligne se fait au tournant du XXe siècle. En 1895, la gare de Châteaurenard connaît un grand succès au niveau du transport de marchandises, du fait de son implantation géographique favorable. Elle finit par devancer celle de Barbentane en termes de tonnage, si bien que la Chambre Syndicale des Expéditeurs de Provence la définit comme nouvelle gare de chargement. Elle acquiert ainsi de nombreuses améliorations entre 1899 et 1910 : un quai de chargement pour 15 wagons, 4 remises à locomotives, 3 chambres froides, une remise à wagon dite "refroidie" à l'usage de l'Association Française du Froid, une bascule, un château-d'eau et un pont tournant. Elle devient en 1913 la gare la plus importante du réseau des Bouches-du-Rhône. Pour la seule année 1925, la gare expédie plus de 51 tonnes de marchandises. En 1946, la Régie estime que son tonnage en grande vitesse est le plus grand de la région, à égalité avec Cavaillon.
Le trafic voyageur cesse le 10 avril 1937, sans qu'aucun autre moyen de transport de substitution ne soit mis en place. Il reprend en pleine Seconde Guerre mondiale, en 1941. Pourtant, dès 1942, le déclassement d'une partie de la ligne de Tarascon à Orgon (tronçon de Mollégès à Plan-d'Orgon) ampute la ligne de sa portion Plan-d’Orgon à Orgon-Gare ce qui amorce le déclin de cette liaison. Elle ferme définitivement aux voyageurs en 1946.
Le trafic fret, lui, ne semble pas subir la concurrence liée à la libéralisation du transport sur route. En effet, la création en 1958 d'un Marché d’Intérêt National à Châteaurenard favorise le maintien du trafic et occasionne même un renouvellement du matériel moteur. Il est maintenu jusqu'en 2006 pour desservir une usine d'engrais,.

### Exploitations touristiques
Jusque dans les années 2000, un train touristique, le Train à Vapeur du Val de Provence, circule sur les 17 kilomètres de voie ferrée entre Plan-d'Orgon et Châteaurenard. Le matériel roulant est alors composé d'une locomotive à vapeur 030 TU 46 et d'un locotracteur diesel Y 6546,,.
À la suite d'aménagements routiers dans la commune de Barbentane (Liaison Est-Ouest d'Avignon), le train touristique cesse son activité et les locomotives sont transférées au Train touristique de l'Albret à Nérac le 13 décembre 2011.
Le train est remplacé ensuite par un vélorail, toujours au départ de Plan-d'Orgon mais allant jusqu'à Saint Andiol, soit 6 kilomètres de voie. L'activité cesse au début des années 2010.

### Vestiges

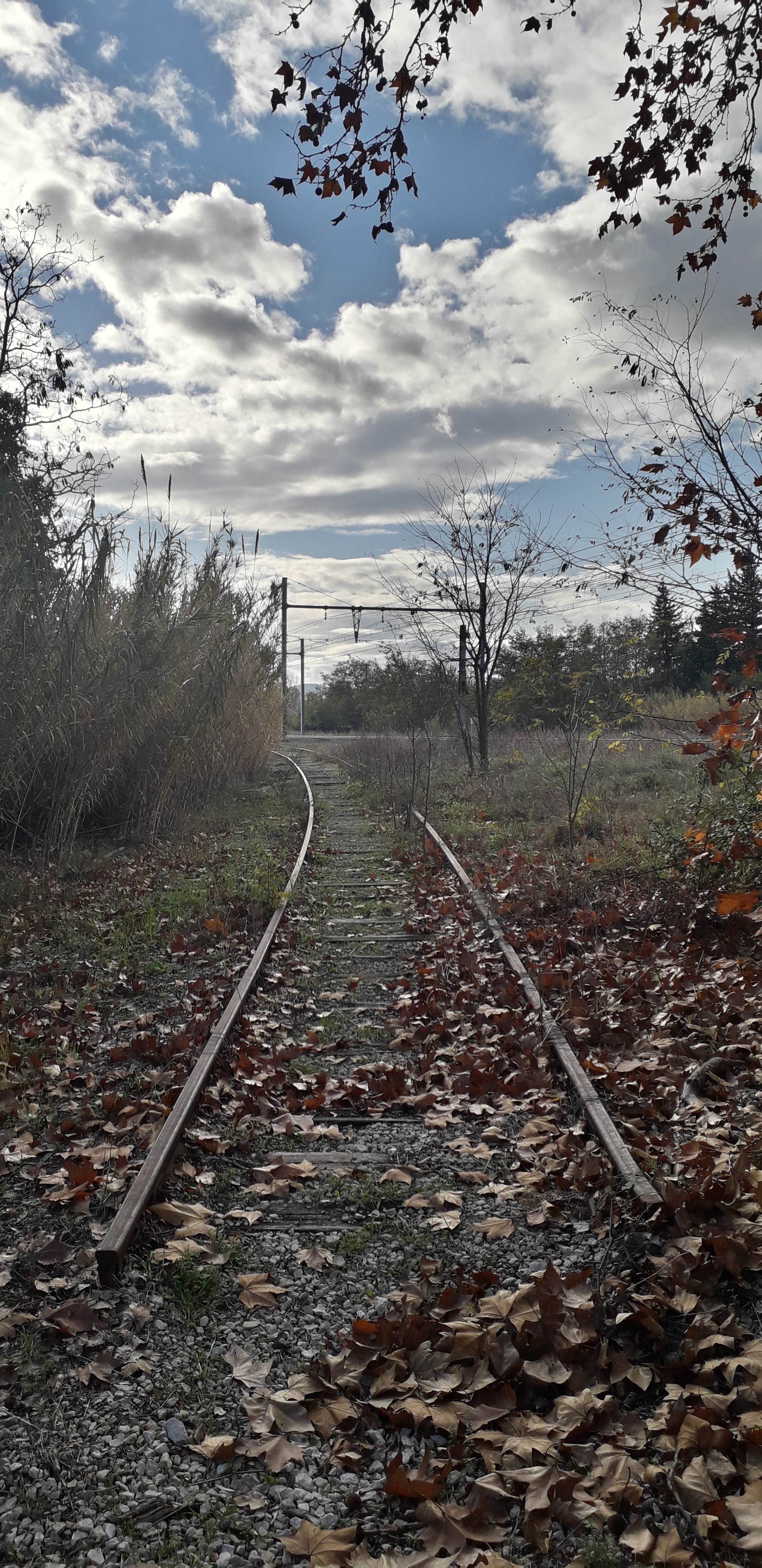
Restes de faisceaux de voie après la gare de Barbentane. En arrière-plan, la ligne PLM (2021).

La ligne n'est plus exploitée à parti des années 2010. Les rails sont entièrement déferrés ou recouverts, à l'exception de quelques faisceaux laissés volontairement en exposition (à Rognonas et Châteaurenard) ou près des embranchement particuliers. Au niveau du patrimoine bâti subsistent encore les gares, les bâtiments voyageurs, les maisons de garde-barrière et les entrepôts raccordés à la ligne.
L'ancienne rotonde de Châteaurenard est transformée en Scène de musiques actuelles de 400 places ; la plaque tournante est utilisée pour la décoration de la façade,.

### La Durance à Vélo
Entre 2009 et 2020, la municipalité de Châteaurenard entreprend une série de travaux pour redynamiser le quartier de l'ancienne gare. Ses 2 500 mètres de voie ferrée se transforment en voie verte et veillent à mettre le patrimoine ferroviaire en avant, en laissant l'ensemble des rails apparents sur l'entièreté du site, tout en veillant au respect de l'environnement et de la biodiversité.
En 2017, Direction régionale de l’environnement, de l’aménagement et du logement opte pour la création d'une voie verte de 22 kilomètres entre Rognonas et Plan d'Orgon ; en 2020, le Conseil départemental des Bouches-du-Rhône prend en charge le démontage de la voie ferrée.
En 2020, la mairie de Plan d'Orgon acquiert le terrain abandonné de la gare, qui appartenait jusqu'alors au département Bouches-du-Rhône. Les travaux consistent en la suppression des voies, la création d'un parking, la végétalisation des espaces et la création d'un chemin de balade pédestre et cyclable sur l'ancien tracé de la ligne.
En 2022, c'est finalement l'entièreté de la ligne entre Rognonas et Orgon est devenue cyclable, sous l’appellation Val de Durance. Ce sont en tout 22,5 km de voie verte qui sont réalisés à travers le nord du département et inscrits dans la continuité de l'itinéraire cyclable La Durance à Vélo.

### Diaporama

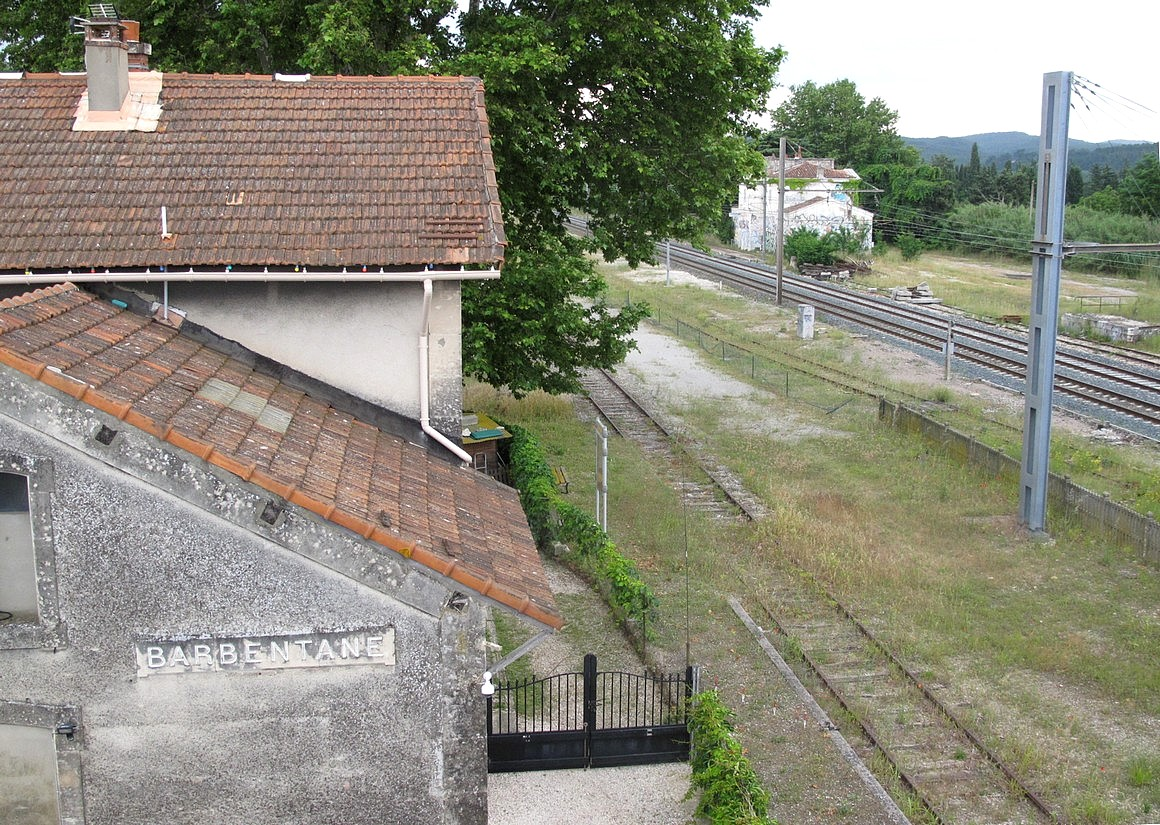
La gare de Barbentane en 2009
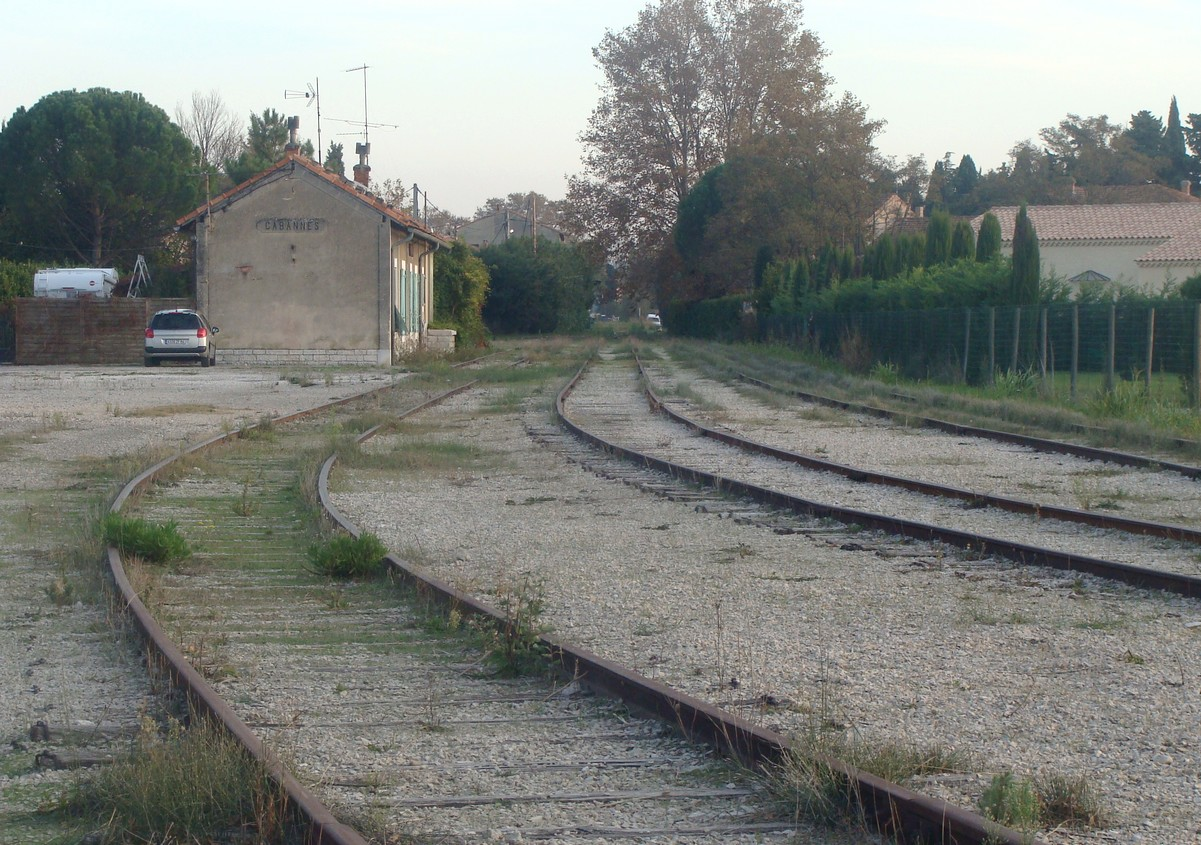
La gare de Cabannes en 2009
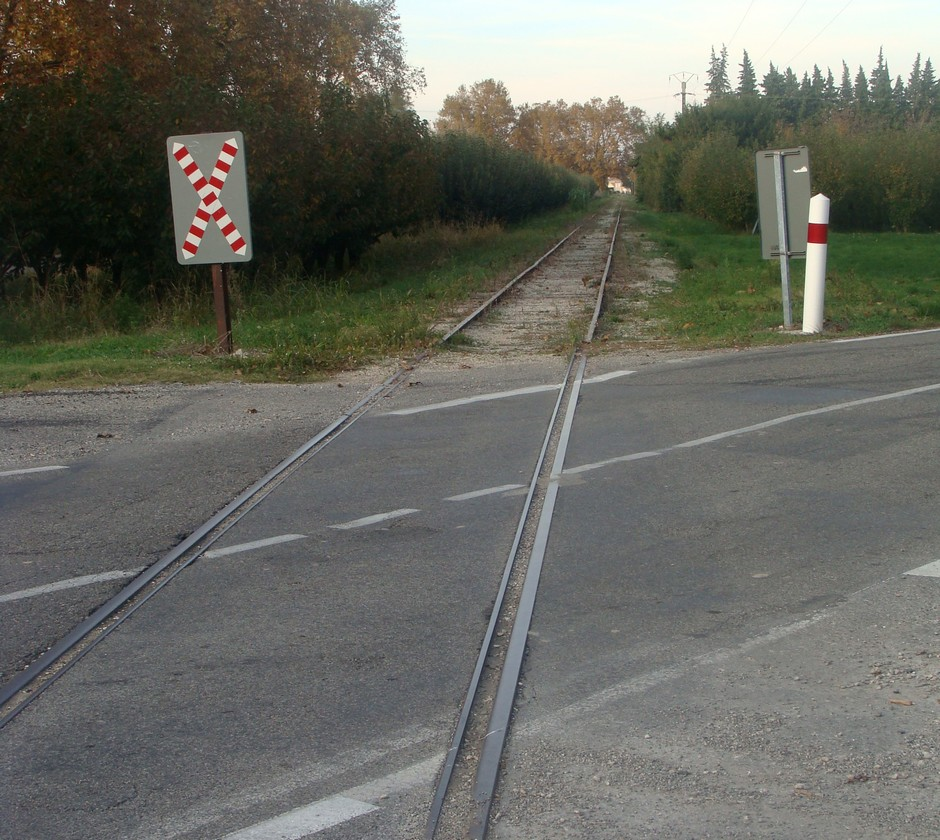
Ancien passage à niveau sur la route de Saint-Andiol à Cabannes
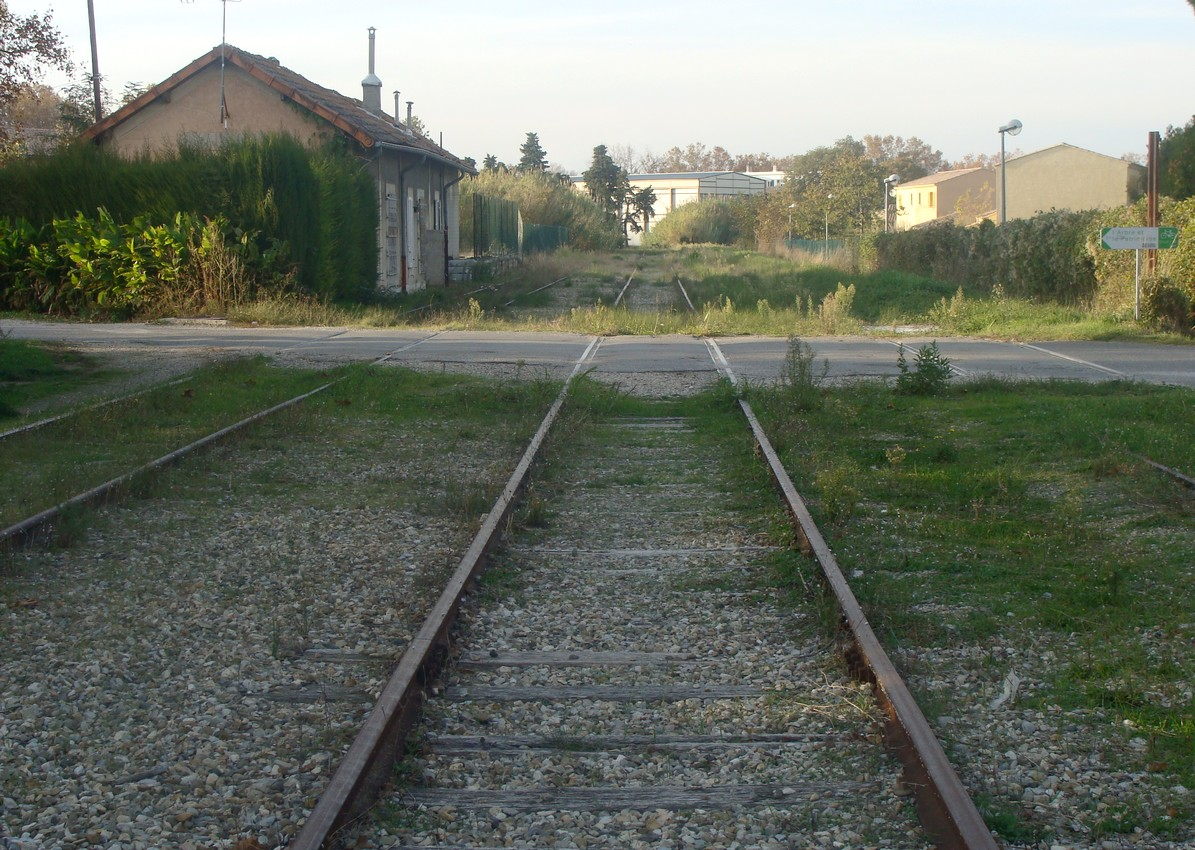
Le site de la gare de Saint-Andiol en 2009
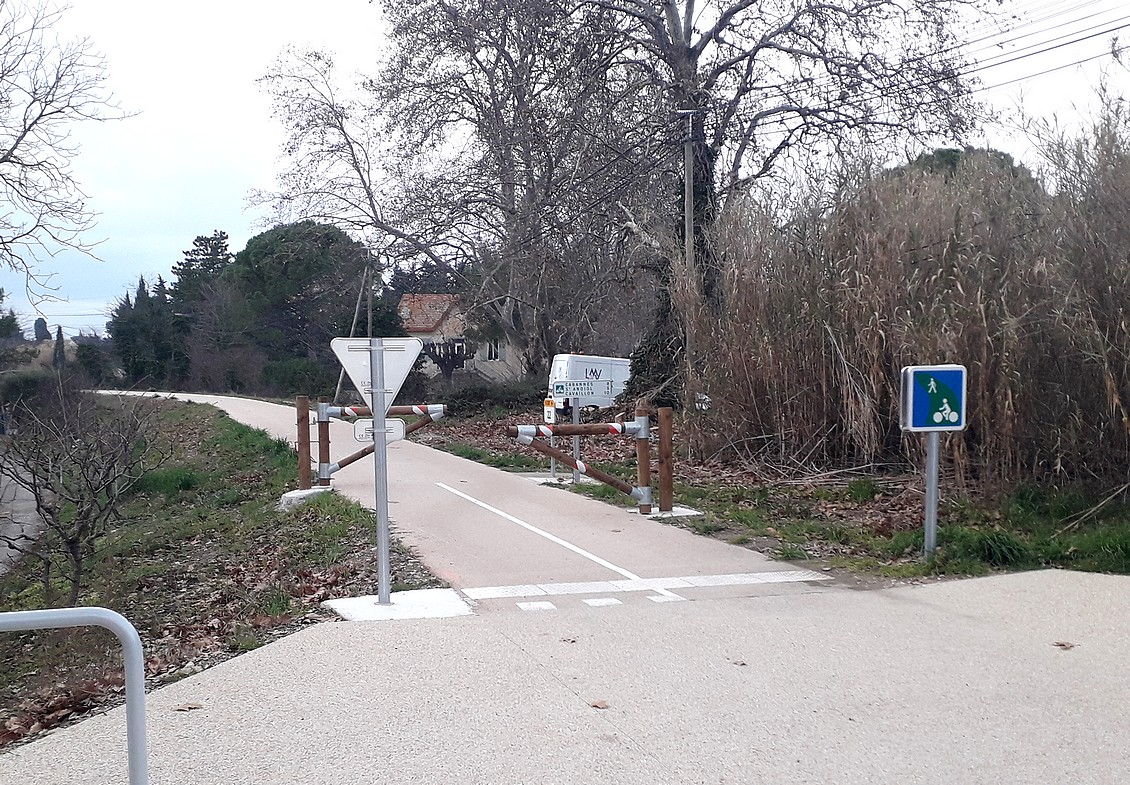
La voie verte au départ de la gare de Plan-d'Orgon
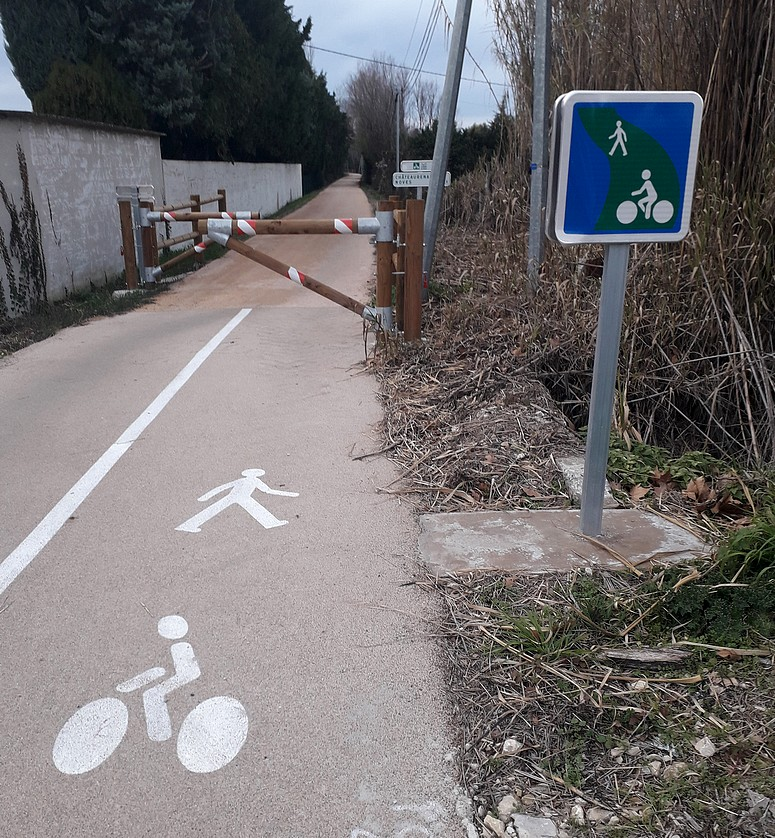
La voie verte au franchissement de la D7N (ancienne RN7) à Sénas

## Description de la ligne

### Tracé - Parcours
Le tracé de la ligne débute en gare de Barbentane, sur une voie parallèle à la ligne Avignon-Marseille, pour rejoindre Châteaurenard et ses nombreux entrepôts. Elle contourne l’aplomb rocheux de ville, atteint son altitude maximale et poursuit son chemin vers le sud-est en direction de Noves, Cabannes, Saint Andiol et Plan-d'Orgon. Peu avant cette gare, elle fusionne alors avec la ligne de Tarascon à Orgon, qui continue donc jusqu'à Orgon et vient se raccorder à la ligne SNCF d'Avignon à Miramas.

## Matériel roulant
Les premières locomotives sont des modèles vapeurs, fabriqués dans les ateliers des Batignolles à Paris. Issues de la série Bourbonnais, dont l’origine des plans date de 1875, ce sont des séries 030A ou 030B (sans essieu porteur, 3 essieux moteur) d’environ 32 tonnes en état de marche et d’une puissance de 300 CV. Elles assurent le trafic jusqu’en 1958 environ et sont remplacées par des locomoteurs diesel,.

## Trafic

### Voyageurs
Il fallait compter 1 h 23 min pour rejoindre Barbentane à Orgon-Gare et 1 h 30 min dans le sens inverse. On estime à environ 60 000 le nombre de billets venus pour la seule année 1900.
Le 10 avril 1937, le service des voyageurs est abandonné sans que ne soit créé de service de remplacement ; des autocars privés desservent alors les localités de la ligne jusqu’à Avignon mais sans passer par Barbentane. En 1941, le service est, semble-t-il, provisoirement rétabli mais en 1946 la ligne est définitivement fermée au service voyageur.

### Fret
En 1900 circulent 24 500 tonnes d’engrais, amendements et céréales en petite vitesse, ainsi que 20 000 tonnes de légumes primeurs en grande vitesse. La part des primeurs va progresser sensiblement et cette ligne va alors prendre son appellation de ligne des primeurs ou des messageries.
En 1920 la gare de Châteaurenard expédie, a elle seule, 36 000 tonnes. Les expéditions de Châteaurenard représentent alors les 5/7 du tonnage total du réseau des Bouches-du-Rhône en grande vitesse.
Une thèse agricole publiée en 1926 livre de nombreux détails sur l'exploitation de marchandises sur la ligne. Ainsi, on compte à ce moment-là 7 trains par jour, 4 en direction du Nord, de l'Alsace-Lorraine, de Paris et de la région lyonnaise ; 3 en direction du sud (Marseille, Nîmes, Montpellier).
Cette situation favorable va persister pour culminer à 127 700 tonnes en 1942, date à laquelle ferme le tronçon Plan-d’Orgon à Orgon-Gare. Dès lors, la quasi-totalité du trafic se fait en provenance ou à destination du nord et du sud via la gare de Barbentane.
Le trafic se maintient pendant plusieurs décennies, avec un tonnage estimé à 117 300 en 1967 et 85 370 dix ans plus tard,.
Pour des raisons techniques, il est temporairement impossible d'afficher le graphique qui aurait dû être présenté ici.